# Indocalamus decorus
Indocalamus decorus är en gräsart som beskrevs av Qi Hui Dai. Indocalamus decorus ingår i släktet Indocalamus och familjen gräs. Inga underarter finns listade i Catalogue of Life.